# Bau Nyale

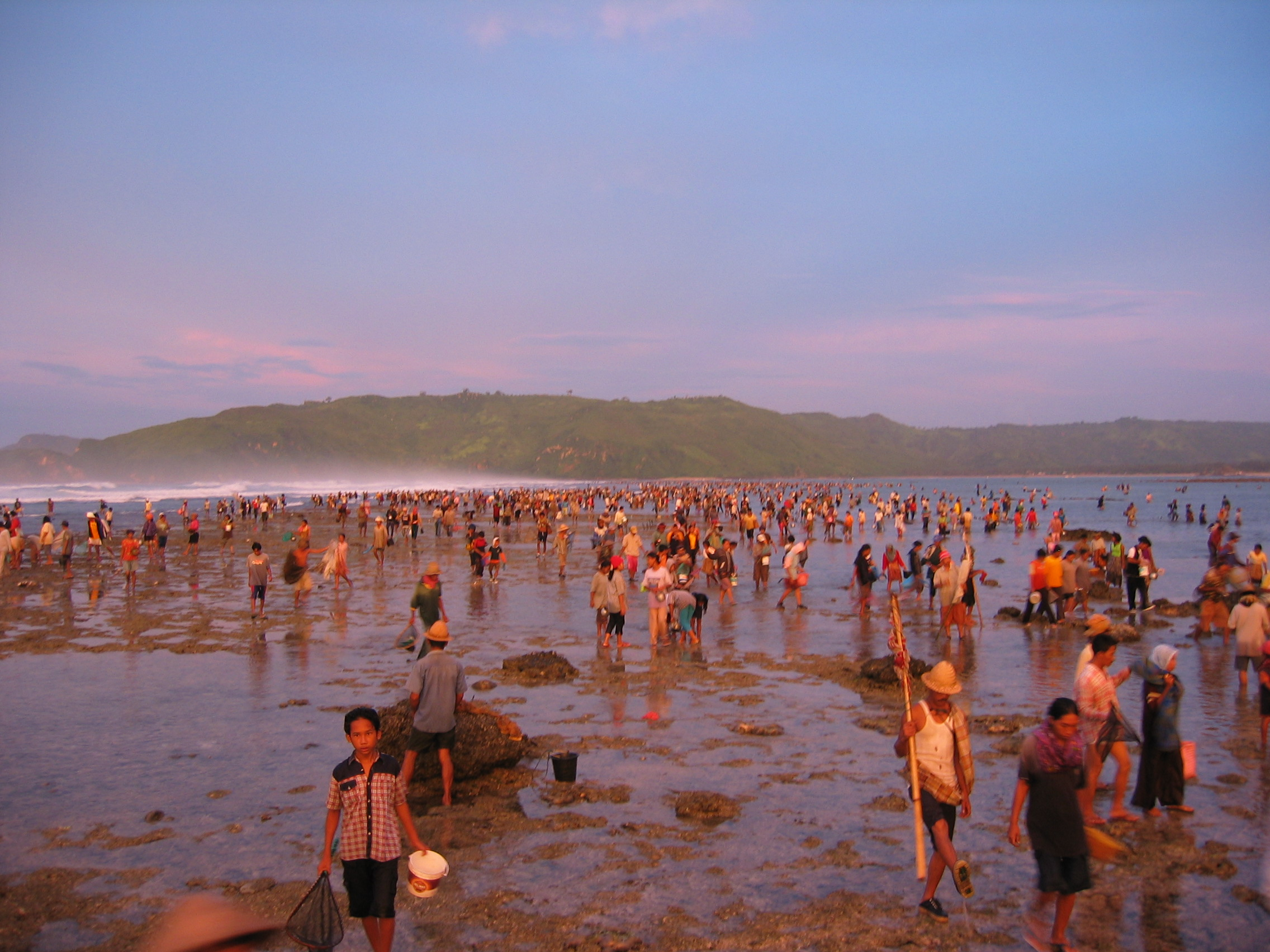
Bau Nyale festival (2004).

Bau Nyale is een Sasak-traditie die elk jaar, zo'n vijf tot zeven dagen na de tweede volle maan (meestal in februari en soms in maart), plaatsvindt op het Indonesische eiland Lombok.
Tijdens het festival trekken duizenden mensen naar de stranden om een speciale zeeworm, Nyale genoemd, te vangen. Het is een heel bijzondere worm omdat deze Nyale maar op enkele plekken zijn te vinden, waaronder op het strand bij Kuta op Lombok. Ook op Soemba komt de worm voor en is daar aanleiding voor het Pasolafestival. Verder zijn deze wormen slechts één dag in het jaar te vinden.